# John Hocking
John Hocking (Melbourne, 6 agosto 1957) è un avvocato australiano, assistente segretario generale dell’ONU, cancelliere del Tribunale penale internazionale per l'ex-Jugoslavia (ICTY). È stato contemporaneamente il cancelliere (registrar) del Meccanismo per i Tribunali penali internazionali (UNMICT) da gennaio 2012 a dicembre 2016..

## Biografia
Il segretario generale dell'Organizzazione delle Nazioni Unite, Ban Ki-moon, ha nominato John Hocking a capo della Cancelleria del Tribunale penale internazionale per l'ex-Jugoslavia per due mandati, una prima volta il 15 maggio 2009 e nuovamente il 15 maggio 2013. La Cancelleria è un organo neutrale che fornisce supporto legale, diplomatico ed amministrativo a Giudici, Accusa e Difesa. 
Il 18 gennaio 2012 il segretario generale dell'ONU, Ban Ki-moon ha inoltre affidato a Hocking l'incarico di avviare il Meccanismo di Tribunali Penali Internazionali, una nuova istituzione dell'ONU creata dal Consiglio di Sicurezza.
Hocking entró all'ICTY nel 1997 come Coordinatore Legale Responsabile del primo maxi processo: il caso Celebici.  Successivamente svolse la mansione di Giurista per la Corte di Appello comune all'ICTY e al Tribunale penale internazionale per il Ruanda. Dal 2004 al 2009 occupó la posizione di Direttore dei servizi giuridici e legali dell'ICTY.
Prima del suo ingresso all'ONU, Hocking aveva lavorato come consigliere giuridico e politico sia a livello nazionale che internazionale, ricoprendo incarichi all'Organizzazione per la cooperazione e lo sviluppo economico (OCDE) a Parigi, la televisione e radio nazionale multiculturale del governo australiano, la Special Broadcasting Service, il British Film Institute di Londra e l'Australian Film Commission.
All'inizio della sua carriera, Hocking ha lavorato con il Giudice Michael Kirby, ex Presidente della Corte d'Appello e giudice della High Court of Australia e, successivamente a Londra con Geoffrey Robertson QC, difensore dei diritti umani.
Hocking è avvocato (barrister e solicitor) ammesso al Lincoln Inn di Londra ed alla Corte Suprema di Victoria e del New South Wales in Australia. Ha conseguito un Master in Giurisprudenza con lode presso la London School of Economics, una laurea in Giurisprudenza presso l'Università di Sydney, e un Bachelor of Science presso la Monash University di Melbourne, in Australia. Ha ricevuto una formazione executive presso la Kennedy School of Government di Harvard.